# Nucleación

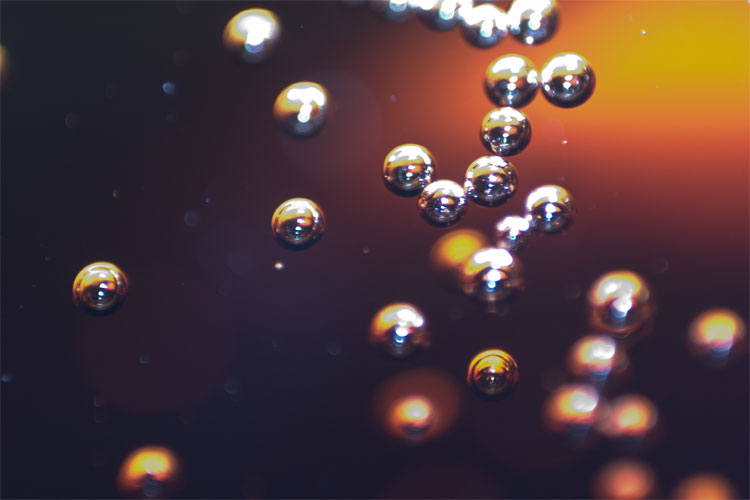
Las burbujas de una bebida carbonatada nuclean independientemente, respondiendo a una disminución de la presión.

La nucleación puede hacer referencia a diferentes disciplinas, y es un proceso clave para entender el procesamiento térmico de los polímeros, aleaciones y algunas cerámicas. 
En química y biofísica, la nucleación puede hacer referencia a la formación de multímeros, que son intermediarios en los procesos de polimerización. Se cree que este tipo de proceso es el mejor modelo para procesos como la cristalización y la amiloidogénesis. 
En biología molecular, la nucleación se utiliza para finalizar la fase crítica en el montaje de una estructura polimérica, como un microfilamento. Un pequeño grupo de monómeros se agrega con la ordenación correcta para iniciar una rápida polimerización. Por ejemplo, dos moléculas de actina se enlazan débilmente, pero la adición de una tercera estabiliza el complejo. Este trímero recibe luego moléculas adicionales y forma un punto de nucleación. El punto de nucleación sirve para que se lleve a cabo la fase lenta, o fase lag, del proceso de polimerización.
Una muestra clara de nucleación es, por ejemplo, que el agua pura se congela a 0°C, pero puede "superenfriarse" hasta los -42 °C sin congelarse, si no existen nucleadores para la formación del hielo. Por tanto, los nucleadores son importantes en meteorología, porque a menudo hay pocos nucleadores presentes en la atmósfera superior.
Otro ejemplo es que las burbujas de dióxido de carbono nuclean poco después de que se libere la presión de un recipiente con líquido carbonatado. Normalmente la nucleación se produce con mayor facilidad en una interfase preexistente (nucleación heterogénea), como sucede cuando se usan piedras de ebullición o en los hilos utilizados para hacer azúcar candi.

## Mecánica de la nucleación
La nucleación ocurre normalmente con más dificultad en el interior de una sustancia uniforme, por un proceso llamado nucleación homogénea. Los líquidos que se enfrían por debajo de la temperatura máxima de nucleación heterogénea (temperatura de fusión), pero que están por encima de la temperatura de nucleación homogénea (la temperatura de congelación de la sustancia pura) se dice que están superenfriados. Esto es útil para hacer sólidos amorfos y otras estructuras metaestables, pero puede retrasar el progreso de los procesos químicos industriales o producir efectos indeseados en el contexto de la fundición.
En el caso de la nucleación heterogénea, se libera cierta energía por la destrucción parcial de la interfase anterior. Por ejemplo, si se forma una burbuja de dióxido de carbono entre el agua y la superficie interior de una botella, la energía inherente a la interfase burbuja-agua se libera donde intervenga una capa de gas, y esta energía se consume formando interfases burbuja-agua y burbuja-botella. El mismo efecto puede hacer que se formen partículas de precipitación en los bordes granulosos de un sólido. Esto puede interferir con el endurecimiento por precipitación, que necesita nucleación homogénea para producir una distribución uniforme de partículas de precipitación.

### Aproximación clásica a la nucleación
La creación de un núcleo implica la formación de una interfase en los límites del nuevo estado. Se gasta cierta energía para formar esta interfase, basada en la energía de superficie de cada estado. Si un hipotético núcleo es demasiado pequeño, la energía que se liberaría al formarse su volumen no sería suficiente para crear su superficie, y no se produciría nucleación. El tamaño crítico del núcleo se puede expresar mediante su radio, y cuando r=r* (o r crítico) entonces se produce nucleación. Al irse haciendo más favorable el cambio de estado, la formación de un cierto volumen de núcleo libera la suficiente energía para formar una superficie cada vez más grande, permitiendo que sean viables núcleos progresivamente más pequeños. Finalmente, la activación térmica porporcionará la suficiente energía para formar un núcleo estable. Luego, estos pueden crecer hasta que se restablece el equilibrio termodinámico.
Este proceso puede explicarse por el modelo del cristal de Kossel. Si concebimos la unidad de crecimiento como una partícula que puede enlazarse con hasta 6 partículas más, y considerando que cada una de estas partículas tiene una dimensión de 1*1*1, la formación de unidades de nucleación se puede tabular, quedando así:
| Lado | Superficie | Volumen |
| ---- | ---------- | ------- |
| 1    | 6*1²       | 1³      |
| 2    | 6*2²       | 2³      |
| 3    | 6*3²       | 3³      |
| 4    | 6*4²       | 4³      |
| 5    | 6*5²       | 5³      |
| 6    | 6*6²       | 6³      |
| 7    | 6*7²       | 7³      |
| 8    | 6*8²       | 8³      |
| 9    | 6*9²       | 9³      |
| 10   | 6*10²      | 10³     |

De esta tabla podemos deducir que es a partir del núcleo de dimensiones 6*6*6 cuando alcanzamos el tamaño crítico de nucleación, ya que entonces es cuando se igualan las energías de formación de superficie y de volumen. La energía de la cohesión es proporcional al volumen, y la probabilidad de disgregarlo, proporcional a la superficie.

### Aproximación no clásica a la nucleación
Existe también, para el caso de la formación de fases cristalinas, una aproximación al fenómeno de la nucleación que se conoce como no clásica a causa de su novedad y de las proposiciones que contiene. A diferencia del planteamiento clásico, en el que más partículas se van añadiendo a clústers ya formados, en este caso se propone que clústers preformados y cuya estructura no es cristalina, sino amorfa, sirven de base para la nucleación de una fase cristalina. Diversos estudios intentan caracterizar este fenómeno como enfriamiento global y un oscurecimiento global causado por la Actividad humana enfría la atmósfera de la Tierra mediante el gas natural que expulsan los vehículos a la atmósfera según las energías renovables limpias del ambiente.